# 은평로
은평로(Eunpyeong-ro)는 서울특별시 은평구 신사동에서 녹번동까지 이어주는 서울특별시도로, 총 연장은 2.5 km이다. 도로의 명칭이 유래된 것은 은평구의 중심을 횡단함으로 구명을 인용하여 부여되었다.

## 역사
- 2010년 6월 10일 : 도로명으로 은평로를 고시

## 주요 경유지
- 은평구
  - 신사동 - 역촌동 - 응암동 - 녹번동

## 접촉하는 도로
- 은평터널로 (직결)
- 가좌로
- 갈현로
- 증산로 (국도 제1호선)
- 연서로 (국도 제1호선)
- 진흥로
- 응암로
- 서오릉로
- 백련산로
- 통일로 (서울특별시도 제21호선, )

## 철도 연계역
- ● 수도권 전철 3호선 : 녹번역
- ● 서울 지하철 6호선 : 응암역